# Büyük Han

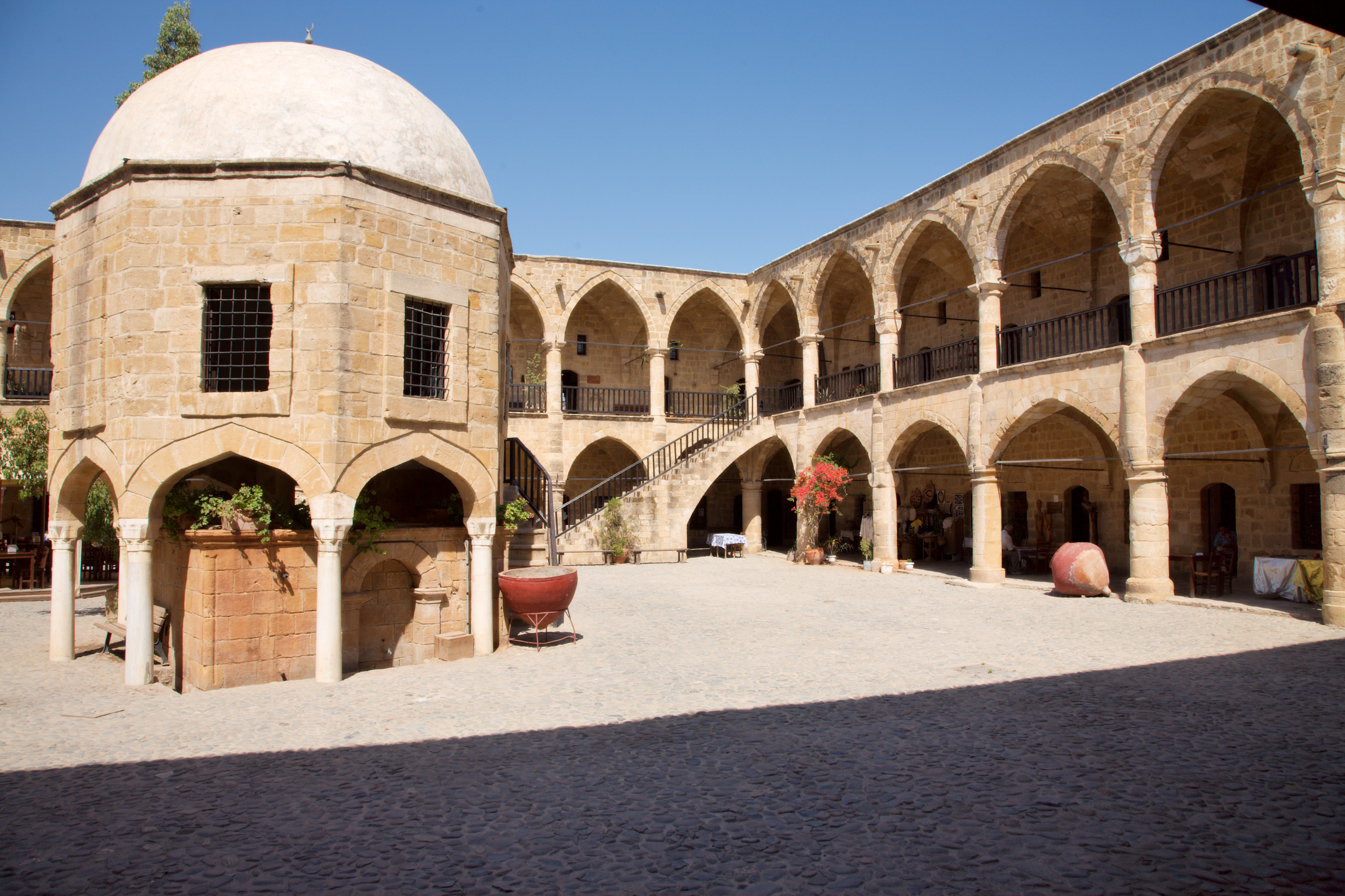
Il Büyük Han

Il Büyük Han (in greco Μεγάλο Πανδοχείο?, Megálo Pandocheío) è il più grande caravanserraglio dell'isola di Cipro ed è considerato uno degli edifici più belli dell'isola.  Situato nella parte turca di Nicosia, la capitale di Cipro, fu costruito dagli Ottomani nel 1572, l'anno successivo alla conquista di Cipro contro i Veneziani. Al centro del cortile aperto si trova una moschea con una fontana per le abluzioni prima della preghiera. Dopo aver trascorso in restauro la maggior parte degli anni '90, l'Han è stato trasformato in un fiorente centro artistico, con diverse gallerie e laboratori. Nel cortile ci sono anche diversi caffè e negozi di souvenir.

## Storia
Secondo i documenti storici, l'edificio fu costruito nel 1572 sotto gli auspici di Muzaffer Pascià, il primo governatore ottomano di Cipro, e fu modellato sul modello del Koza Han di Bursa. L'edificio sarebbe stato costruito sui resti di uno più antico. Tuttavia, l'archeologo Tuncer Bağışkan attribuisce la costruzione del caravanserraglio al suo successore, Sinan Pascià, poiché Muzaffer Pascià era stato nominato governatore della Tripolitania il 26 agosto 1571. Esiste una lettera di Selim II sull'han in cui, dopo essere stato informato che alcune botteghe erano state demolite per costruire un caravanserraglio, ordinava che se questi non fosse stato redditizio per il Waqf, sarebbe stato demolito e sostituito da nuove botteghe. Il giornalista Ahmet Tolgay, tuttavia, ha scritto che Muzaffer Pascià ordinò la costruzione e supervisionò l'inaugurazione dell'edificio prima dell'esecuzione. Secondo l'İslâm Ansiklopedisi, Muzaffer Pascià richiese a Costantinopoli un architetto per la ricostruzione delle fortezze cipriote. L'architetto inviato, di nome Bostan, potrebbe aver costruito Büyük Han.
Inizialmente, il caravanserraglio era conosciuto come "Yeni Han", "la nuova locanda". Fu anche conosciuto come "Alanyalılar Hanı", "la locanda di quelli di Alanya", poiché era frequentato da mercanti di Alanya. Tuttavia, quando il Kumarcılar Hanı, più piccolo, fu costruito di fronte alla piazza Asmaaltı, nel XVII secolo divenne noto come "la Grande Locanda" (in turco Büyük Han).
Dopo la conquista britannica nel 1878, l'han fu restaurato per essere utilizzato come prigione. Fu utilizzato come prigione centrale di Nicosia tra il 1892 e il 1903, quando essa fu trasferita in un nuovo edificio a ovest del Pedieos. Negli anni 1900 e 1901, quando l'amministrazione britannica lasciò l'edificio, i negozi sul retro furono ampliati fino al punto di incontro con la strada, con il permesso dell'amministrazione dell'Evkaf. Tra il 1903 e il 1947, l'edificio fu utilizzato come locanda. Tra il 1947 e il 1962, divenne un rifugio per le famiglie povere che potevano affittare stanze a basso costo.

## Architettura
L'Han si sviluppa su due piani e ha una forma più o meno quadrata; le sue dimensioni sono 50,67 m per 45,25 m. C'è un ampio cortile interno che è circondato dalle stanze che hanno colonnati con volte a crociera davanti. Ci sono 68 stanze in entrambi i piani: quelle al piano terra sono state storicamente utilizzate per il commercio, mentre quelle al primo piano sono state storicamente utilizzate come alloggi. Ci sono anche 10 negozi a un piano dietro il colonnato dell'ingresso orientale.
L'ingresso all'han avviene attraverso due porte a est e a ovest. La porta principale si trova sul lato orientale e dà su Piazza Asmaaltı. In ogni stanza sono presenti camini di pietra esagonali o ottagonali posti sopra i camini; Rupert Gunnis ha trovato questi camini peculiari e ha affermato che potrebbero provenire dall'edificio medievale che sorgeva in quel luogo.
Al centro del cortile interno si trova un tipo particolare di masjid, noto in turco come köşk mescidi ("masjid della villa"). Secondo Bağışkan, le pietre utilizzate per costruire questa masjid provengono da altri edifici. Il masjid corrisponde a masjid simili costruiti in caravanserragli anatolici come il Koza Han a Bursa o il Rüstem Paşa Hanı a Edirne durante il XIII-XVII secolo. Nel 1927, George Jeffery notò che il masjid era utilizzato come fienile.
A sud-ovest della masjid si trova una tomba. Tradizionalmente si ritiene che questa tomba appartenga a una persona di alto rango morta durante il culto nella masjid o a Muzaffer Pascià stesso, che secondo la tradizione sarebbe stato giustiziato. Tuttavia, Bağışkan richiama l'attenzione sulla nomina del pascià in Tripolitania e afferma che è un mito che sia sepolto lì. La tomba era storicamente utilizzata come luogo per le offerte, anche se questo uso è terminato "molto tempo fa".

## Uso attuale
Da quando è stato restaurato, l'amministrazione dell'Evkaf ha imposto nei contratti di locazione che tutti i prodotti venduti all'interno del Büyük Han siano fabbricati dagli stessi affittuari e ha vietato la vendita di articoli prodotti esternamente. Per questo motivo, i negozi del caravanserraglio vendono oggetti di artigianato tradizionale cipriota e la maggior parte degli affittuari sono donne che producono tali oggetti.  L'amministrazione dell'Evkaf effettua controlli per garantire che gli affittuari rispettino i termini del contratto di locazione e li avverte in caso di violazioni.

## Galleria d'immagini

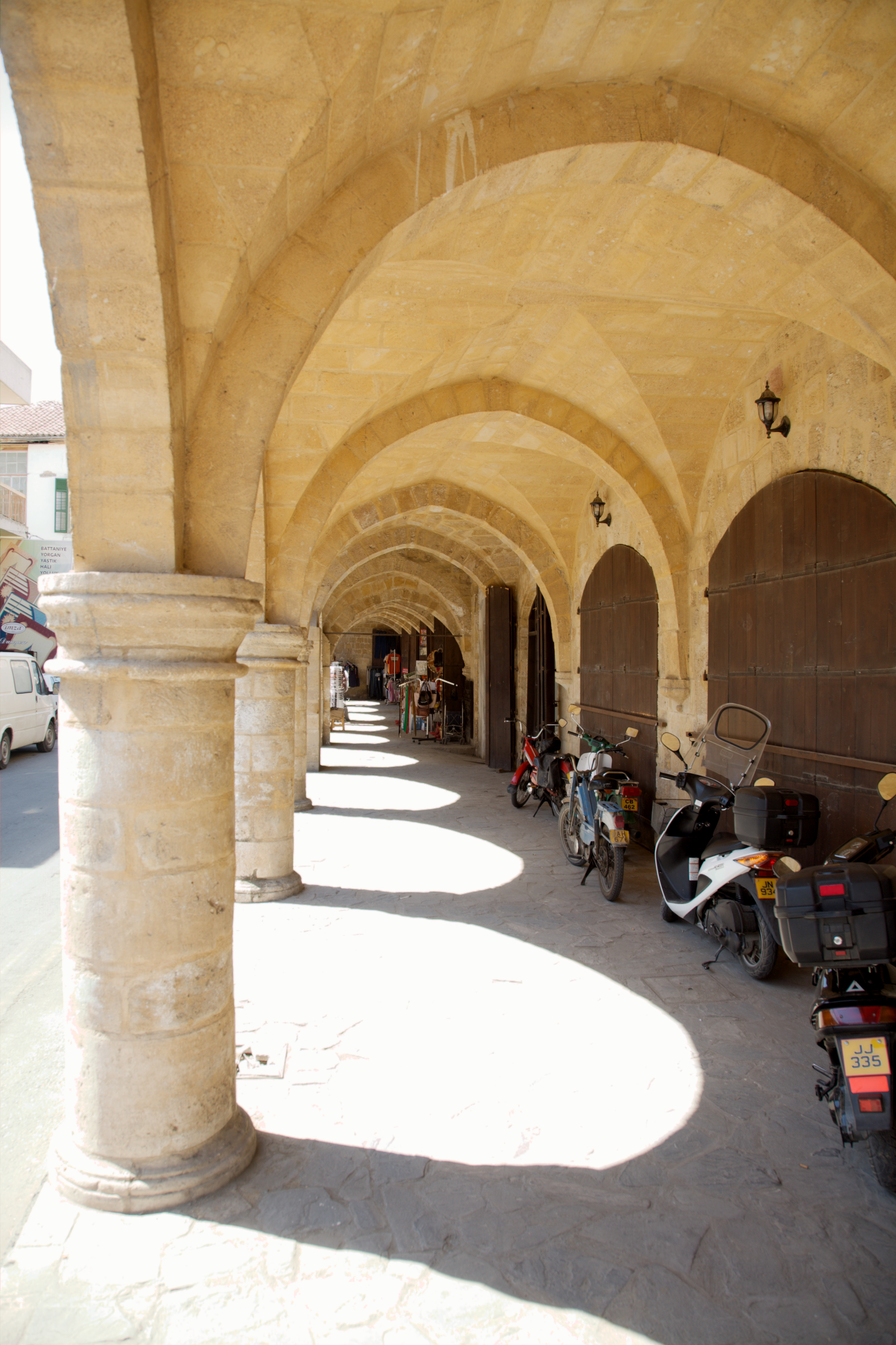
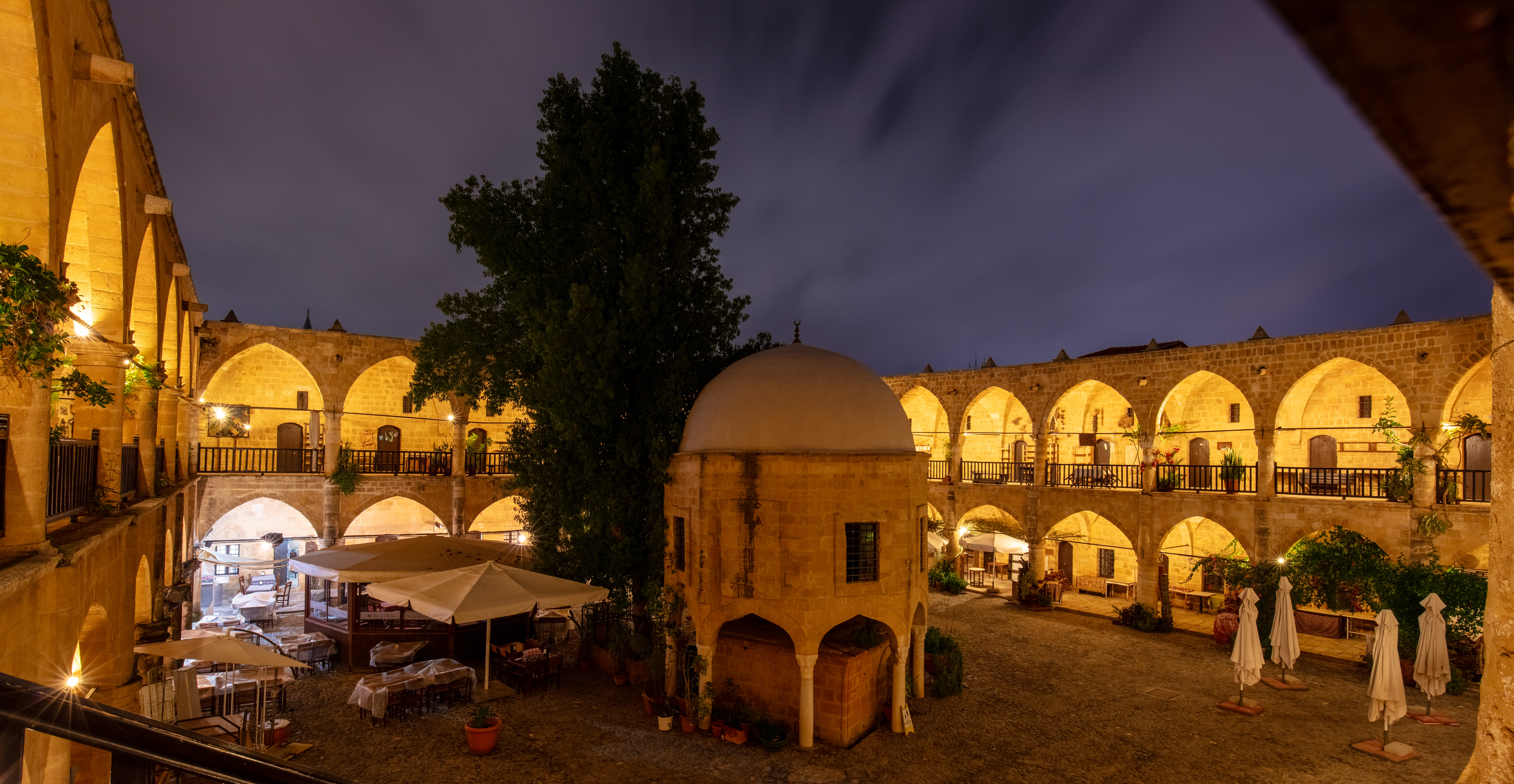
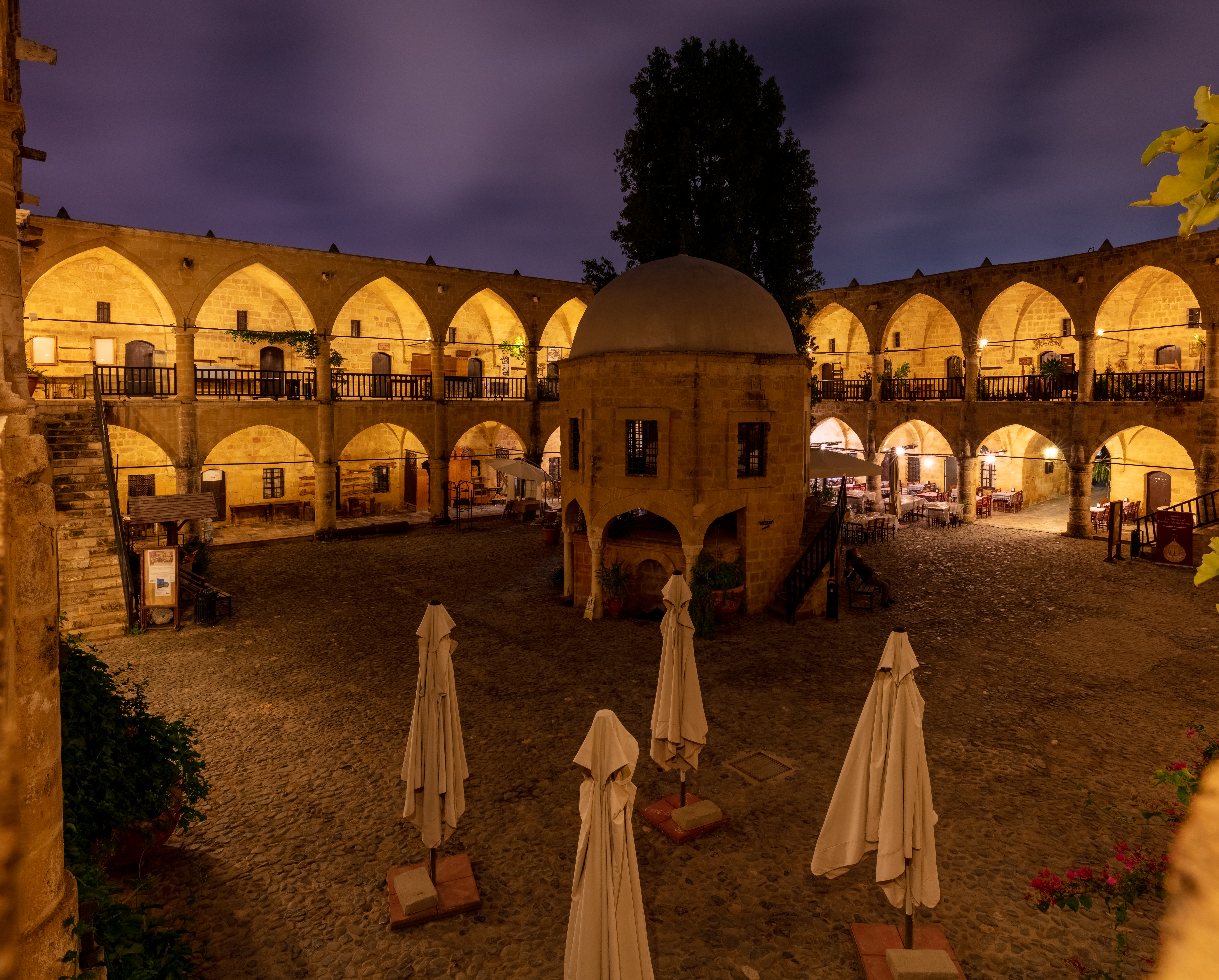
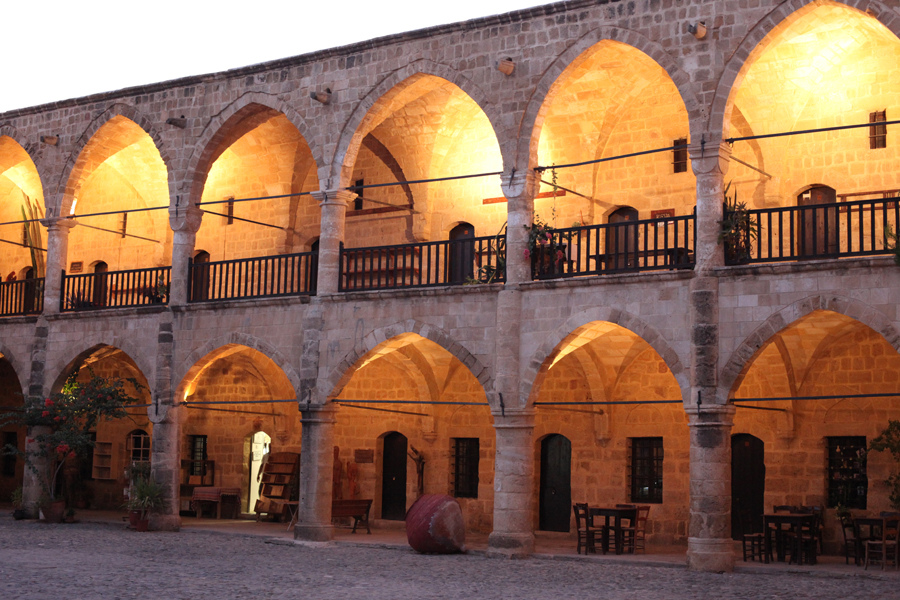
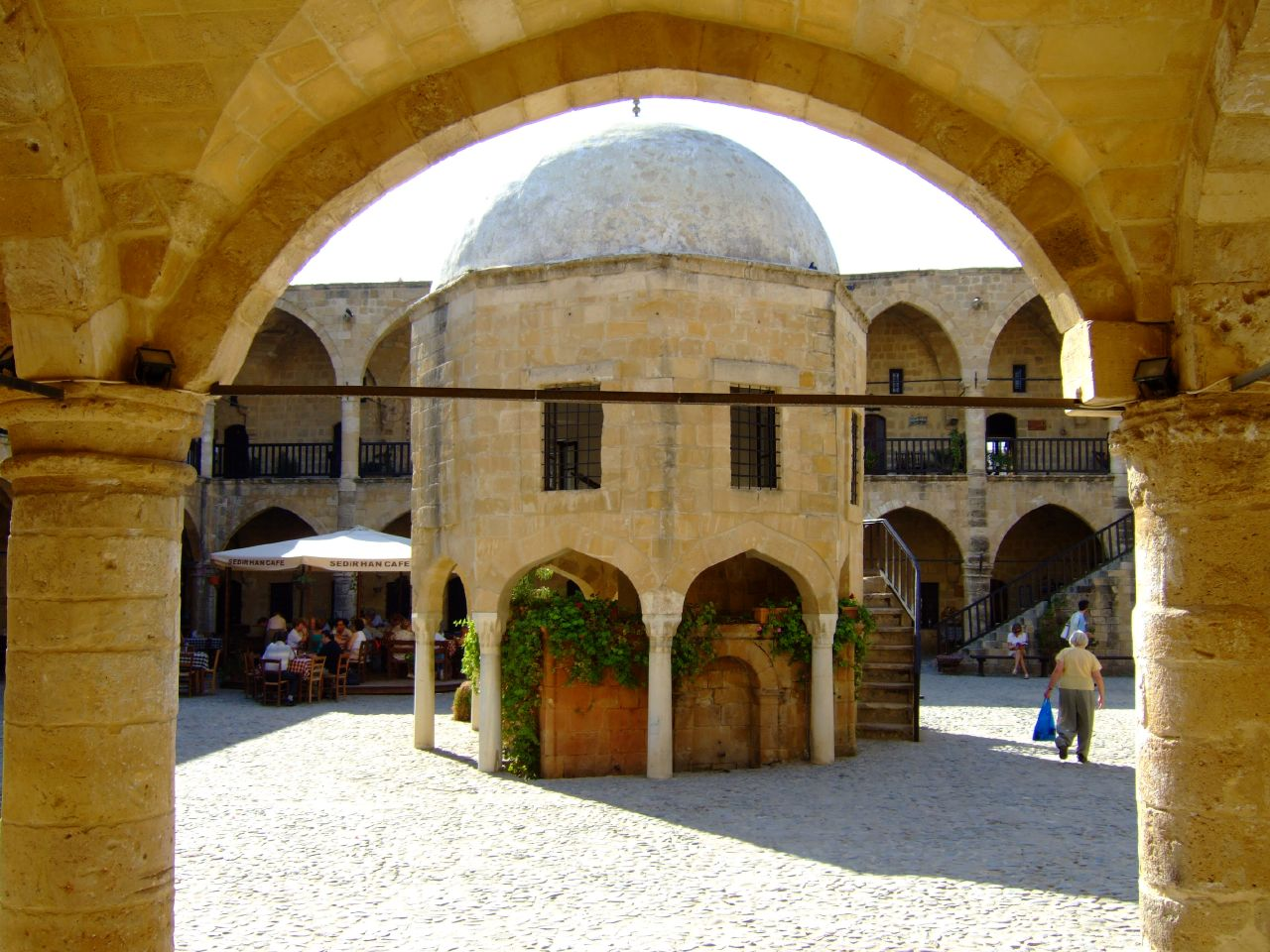
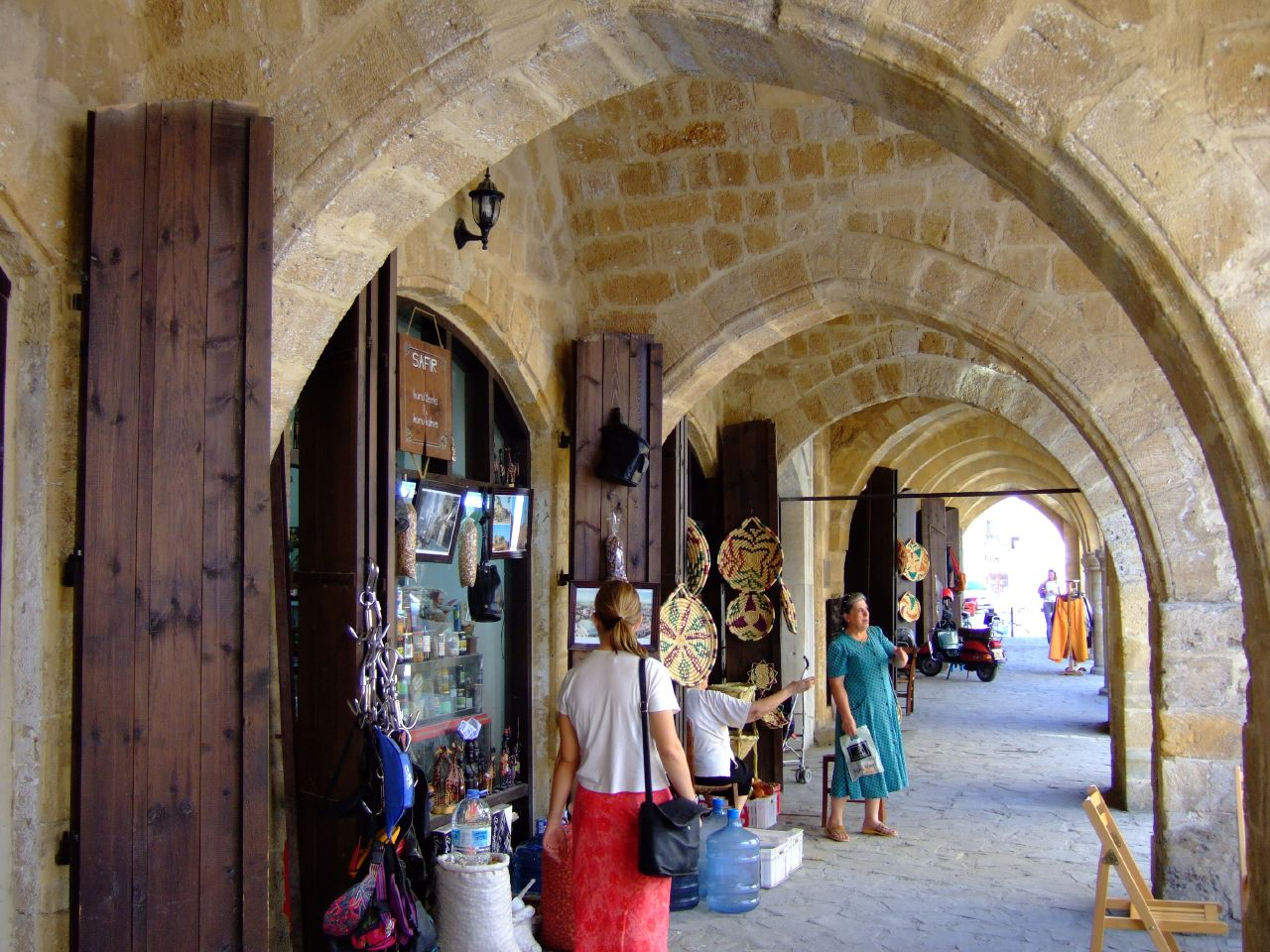
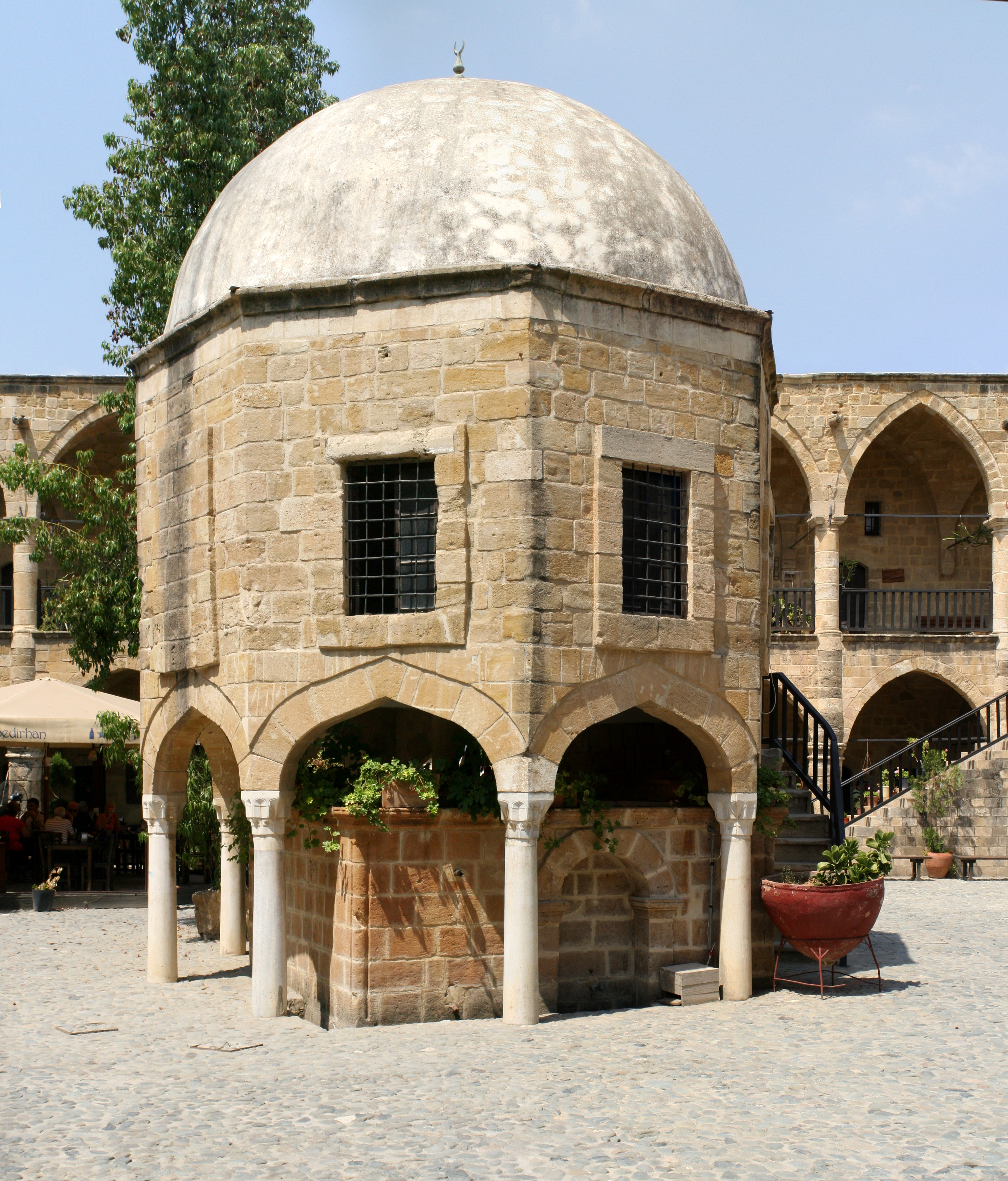